# Juan Isidro Pérez

Busto de Juan Isidro Pérez en el Parque Independencia de Santo Domingo

Juan Isidro Pérez de la Paz (Santo Domingo, 19 de noviembre de 1817 - Santo Domingo, 7 de febrero de 1868) fue un activista dominicano, miembro y cofundador de la sociedad secreta La Trinitaria. Prócer de la independencia de la República Dominicana, y Luis Emilio fue el amigo que más confianza tenía con el

## Biografía
Nació en Santo Domingo el 19 de noviembre de 1817. Fue hijo de María Josefa Pérez de la Paz y Valerio (1788–1855), y del presbítero Valentín Morales. Fue tío de Juan Isidro Jimenes y cuñado de Manuel Jimenes. Fue alumno de Gaspar Hernández, con quien realizó sus estudios de latinidad y filosofía. También era conocido por sus habilidades como espadachín.

## Actividad política - militar
Militó activamente contra el líder haitiano Jean Pierre Boyer en el Movimiento de la Reforma llevado a cabo en Praslin en 1843. Ese mismo año fue declarado capitán de una de las compañías de la Guardia Nacional. Debido a la persecución de los haitianos, Juan Isidro Pérez fue uno de los rebeldes que se vio en la necesidad de abandonar la causa junto a Juan Pablo Duarte y Díez y Pedro Alejandrino Pina. Regresaron meses después en marzo de 1844 a bordo de la goleta-bergantín Leonor, poco después de proclamada la independencia dominicana.
Tras el golpe de Estado dirigido por general de brigada Juan Pablo Duarte se desempeñó como secretario de la Junta Central Gubernativa de la República Dominicana desde el 9 de junio al 16 de julio.
El 15 de julio, dos días luego de haber sido proclamado el general de división Pedro Santana Familias como Jefe Supremo, este iría a la Junta Central para informarle de su reorganización. Durante esos momentos Isidro Pérez tuvo un incidente con un partidario de Pedro Santana, llamado Juan Ruiz. Ruiz alegaba que la Junta tras la proclamación de Santana como Jefe Supremo había sido disuelta y Pérez protestaria en contra de dicha declaración. Pasaron de discutir a amenazarse mutuamente y luego las cosas escalaron tras sacar sus armas; intervendría Santana para evitar una tragedia pero Pérez le gritaría de forma amenazante: «Si Roma tuvo un Bruto, Santo Domingo también lo tiene». Unos oficiales de Santana, creyendo que era un complot para asesinarle, salieron apresurados a la Plaza de Armas de la capital gritando: «a las armas, a las armas; asesinan a Santana». Toda la población acudió a la Plaza de Armas; unas personas decían «el general ha muerto» y otros gritaban: «no, nada le ha sucedido, vive el general Santana». Se salvaría Pérez de un linchamiento por parte de las tropas seybanas, devotas de Santana, por intervención del coronel Felipe Benicio Alfau y Bustamante y fue acogido en la casa del cónsul de Francia, Eustache Juchereau de Saint-Denys.
El 22 de agosto fue desterrado junto a Juan Pablo Duarte y otros activistas declarado "traidor a la patria" por el gobierno de Santana. 
En el exilio tuvo indicios de demencia, regresando a la nación en 1848. Llamado peyorativamente "El Ilustre Loco", fue encarcelado varias veces.

## Fallecimiento
Murió el 7 de febrero de 1868 a causa de cólera, en el Hospital Militar de Santo Domingo.